# Син Кара
Луис Игнасио Уриве Алвирде (роден на 22 декември 1982 г.) е мексикански лучадор или маскиран кечист, той е подписал договор с федерацията WWE (световната федерация по кеч) под името Син Кара (на испански означава Без Лице). Той е най-познат от Луча Либре (CMLL) под името Мистико (на испански означава Мистерия). от 2006 г. Той е имал фейс образ в CMLL (Луча Либре) и е един от най-добрите лучадори в Мексико. Мистико е испанска мистерия, религиозен образ, който е сюжет на кеч. След подписването на договора с WWE през януари 2011 г., Уриве смени името си на ринга, като името му е Син Кара (когато се казваше Мистико го е сменил).
- - Прякори
  - Принца На Среброто И Златото (като Мистико)
  - Интернационалната Сензация (като Син Кара)

- Интро песни
  - Me Muedo By La 5ª Estación (CMLL) (2004-2005)
  - Ameno By Era (CMLL/NJPW) (2005-2010)
  - Unmasked By Fire Rage (WWE) (25 март 2011-12 август 2011)
  - Ancient Spirit By Jim Johnston (WWE) (20 август 2011-момента)

### Завършващи Движения
- La Mística (Tilt-A-Whirl Headscissors Transitioned Into A Single Arm Takedown Floated Over Into A Fujiwara Armbar)
- Tornado DDT
- Senton Bomb
- Moonsault Side Slam
- Arm Drag
- Corkscrew Plancha
- Enzuigiri
- Hurricanrana
- Springboard Moonsault
- Tiger Feint Kick
- Handspring Back Elbow

### Титли и постижения
- Baja Star's Wrestling
  - Интерконтинентален шампион в Средна Категория на BSW (1 път)
- WWE
  - Награди слами (1 път)
    - Двойна Визия момент на годината (2011)
- WWE NXT
  - Победители в Турнира Претенденти за Отборните Титли на NXT (2014) – с Калисто
  - Отборен шампион на NXT (1 път) – с Калисто